# Alamannenmuseum Weingarten

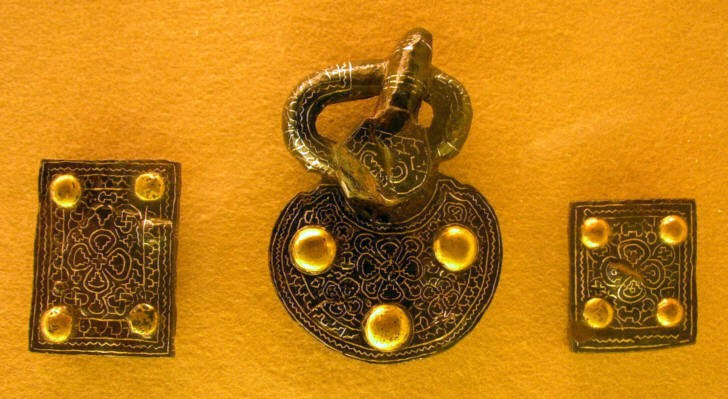
Silbertauschierte eiserne Gürtelgarnitur (aus Grab 377)

Das Alamannenmuseum Weingarten im Alten Kornhaus in Weingarten im Landkreis Ravensburg beherbergt die reichhaltigen archäologischen Funde des in den Jahren 1952 bis 1956 ergrabenen und dokumentierten frühmittelalterlichen Gräberfeldes von Weingarten. Gezeigt werden gut erhaltene Kunst-, Schmuck- und Alltagsgegenstände sowie Waffen, die für die Erforschung der Alamannen- und Merowingerzeit in Südwestdeutschland von herausragender Bedeutung sind.

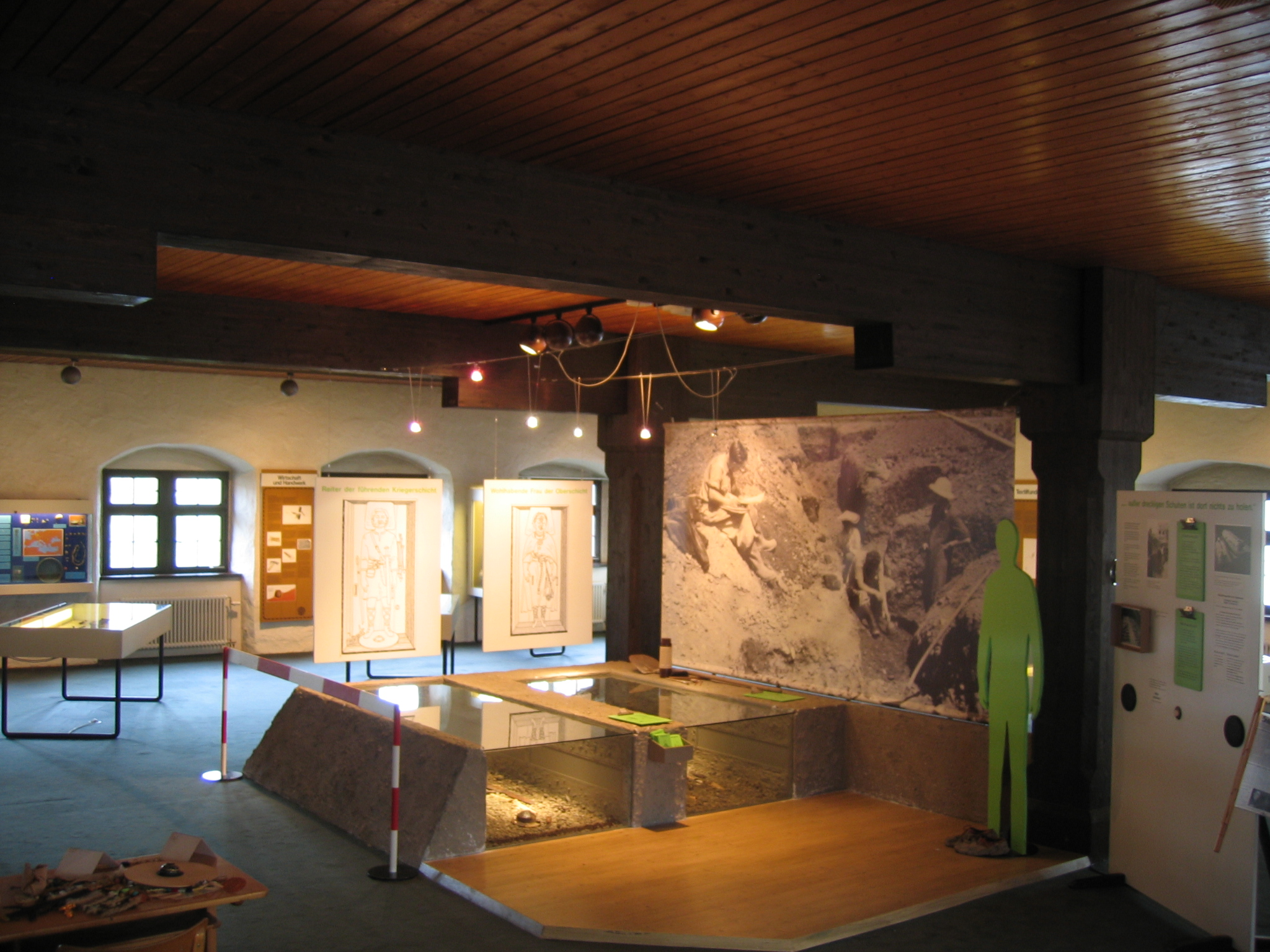
Innenansicht des Museums mit der bis 2007 bestehenden Ausstellung

Nach schwierigen, über 20 Jahre andauernden Restaurierungs-, Konservierungs- und Dokumentationsarbeiten konnten die Funde am 21. Dezember 1976 in dem von der Stadt Weingarten getragenen Museum öffentlich gezeigt werden. 
Das alte Kornhaus wurde im Jahre 1621 als städtischer Getreidespeicher und Fruchtmarkthalle des Reichsfleckens Altdorf (heute Weingarten) gebaut. Später diente das obere Stockwerk lange Zeit als Theatersaal und Turnhalle. 1975 wurde das Gebäude von der Stadt mit einem Aufwand von 1,5 Millionen DM restauriert und als Museum und Kulturzentrum ausgebaut. Die Dauerausstellung von 1976 wurde in den 1990er Jahren durch eine Installation zweier Gräber ergänzt, entsprach aber nach mehr als 30 Jahren nicht mehr dem aktuellen Stand der Forschung und einer modernen Präsentationweise. In der ersten Jahreshälfte 2008 wurde das Museum daher grundlegend neu konzipiert und am 6. Juni 2008 feierlich eröffnet. Die moderne und didaktisch auf unterschiedliche Besuchergruppen abgestimmte Ausstellung vermittelt Erwachsenen wie auch Kindern umfassende Informationen zu dem Gräberfeld und dem Leben der bestatteten Menschen. Im Zuge der Neugestaltung des Museums wurde das Kornhaus mit einem Fahrstuhl ausgestattet und ermöglicht nun auch gehbehinderten Menschen einen barrierefreien Zugang zum Museum und zur Galerie.

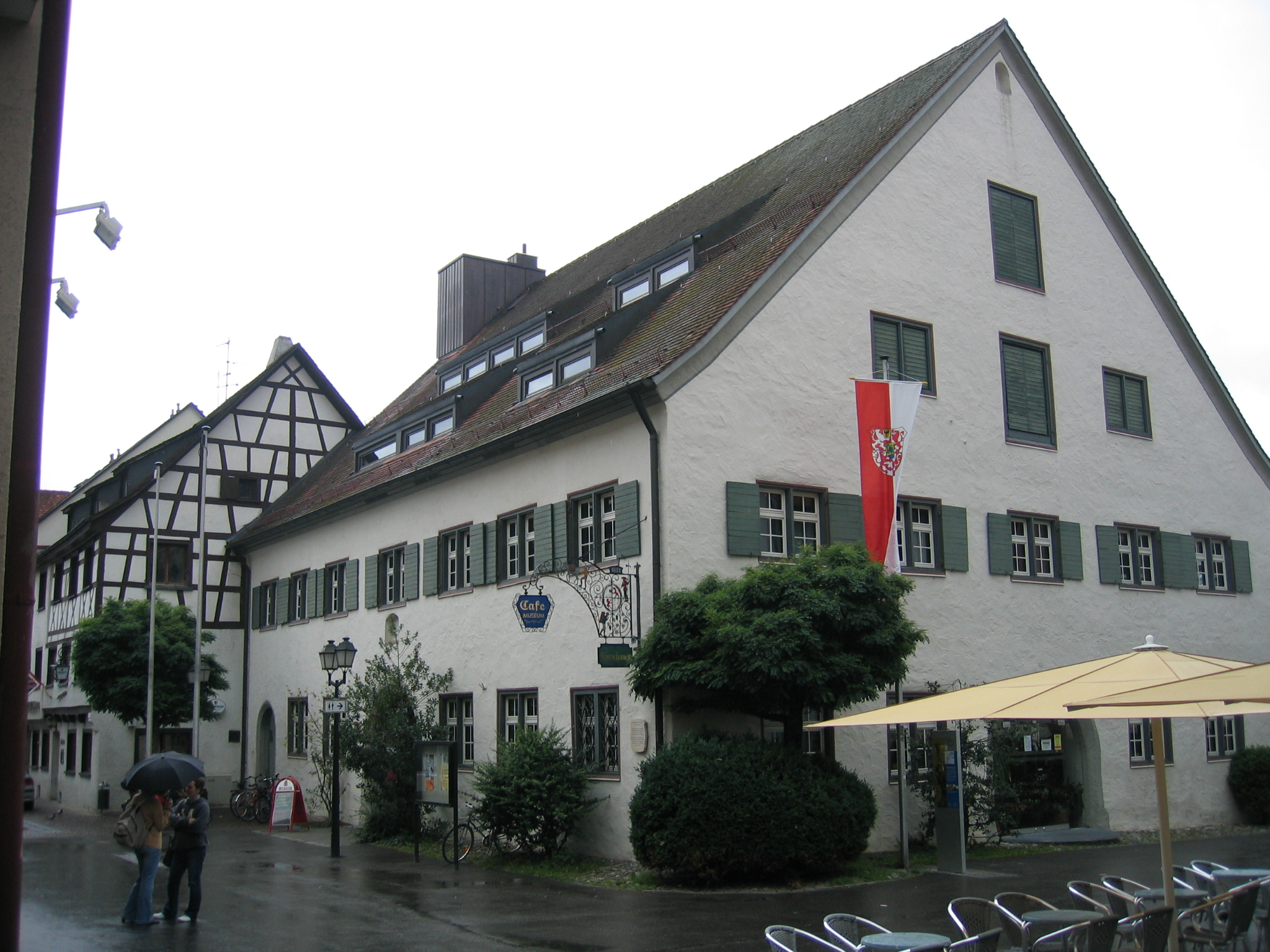
Altes Kornhaus